# Уго Гонсалес (плавець)
Уго Гонсалес (19 лютого 1999) — іспанський плавець.
Учасник Олімпійських Ігор 2016 року.
Чемпіон Європи з водних видів спорту 2020 року.